# 児玉貴志
児玉 貴志（こだま たかし、1971年3月6日 - ）は、福岡県北九州市出身の俳優、劇作家、演出家。
劇団THE SHAMPOO HATに在籍（所属事務所はエースエージェント）。

## 来歴
- 1992年、「劇団T.H.C」に入団[1]。
- 1994年、パフォーマンス集団「14°」に入団。
- 「14°」解散後の1996年、「劇団THE SHAMPOO HAT」を旗揚げ。
- 2004年 - 2006年には、俳優業と並行して、舞台「こだまの国」の演出（3作品）も手がける。

## 出演

### テレビドラマ

#### NHK
- 大河ドラマ
  - 「龍馬伝」（2010年） - 壬生基修 役
- POWER GAME〜パワーゲーム〜 #1・2（2013年8月10日・17日、NHK BSプレミアム プレミアムよるドラマ） - 成川 役

#### 日本テレビ
- 三毛猫ホームズの推理 #8・9（2012年6月2日・9日） - 春日貞幸 役
- トッカン 特別国税徴収官#7 （2012年8月29日） - 宇佐美正成 役
- 戦力外捜査官 #7（2014年2月22日） - 屋鋪真貴 役

#### TBS
- スパイ道 #17（2006年、BS-i）
- ケータイ刑事 銭形命 #4（2009年7月25日） - 犬飼の秘書・猿渡一哉 役
- 東京スカーレット〜警視庁NS係（2014年） - 白石克明 役
- ウロボロス〜この愛こそ、正義。（2015年1月16日）
- 月曜ゴールデン
  - 「二重裁判」（2009年6月1日） - 秋場雅文 役
  - 「女取調官3」（2014年8月18日） - 黒田幸一 役
- 月曜名作劇場
  - 「はぐれ署長の殺人急行2」（2017年6月26日） - 早海義男 役

#### フジテレビ
- 劇団演技者。 第2回公演作「雨が来る」 全4話（2004年5月16日 - 6月12日） - 医師 役
- アタシんちの男子 #1（2009年4月14日） - ホストクラブ店長 役
- 絶対零度 Season1 #2（2010年4月20日）
- スクール!! #3 （2011年1月30日） - 進学塾の男性 役
- BOSS 2ndシーズン #2（2011年4月21日） - 警察官 役
- 明日の光をつかめ（2011年） - 磯山希望の父 役
- 二丁目のホームズ（2013年） - 瀬川健吾 役
- 家族ゲーム #6（2013年5月22日） - 西口 役
- 金曜プレミアム 赤い霊柩車シリーズ #35「黒の審判」（2015年6月26日） - 加藤 役
- 監察医 朝顔（2019年） ‐ 白石隆善
- 竜の道 二つの顔の復讐者 #1（2020年7月28日） - 警察官 役

#### テレビ朝日
- はぐれ刑事純情派
  - （2001年） - 後藤一郎 役
  - （2001年） - 吉本勉 役
  - 第16シリーズ第11話「安浦刑事人質事件」（2003年6月11日） - 須田洋一 役
- 相棒 - 城代金融構成員・田村秀明 役
  - Season04 #19「ついてない女」（2006年3月1日）
  - Season06 #11「ついている女」（2008年1月16日）
  - Season06 #12「狙われた女」（2008年1月23日）
  - Season10 #12「つきすぎている女」（2012年1月18日）
  - Season16 #16「さっちゃん」（2018年2月14日）
- 仮面ライダーシリーズ
  - 仮面ライダーカブト 第47話（2007年1月7日）
  - 仮面ライダージオウ #3 - 4・25（2018年9月16日 - 9月23日・2019年3月3日） - 飯田 / アナザーエグゼイド 役
- その男、副署長 - 田中一（刑務官） 役
  - 第1シリーズ（2007年）
  - 第2シリーズ（2008年）
- サラリーマン金太郎 第1シリーズ （2008年） - 山内豊 役
- 853〜刑事・加茂伸之介 #6（2010年2月25日） - 早乙女光隆 役
- 警部補 矢部謙三 #2（2010年4月16日） - 川島憲一 役
- 京都地検の女（2010年） - 守屋健二 役
- アスコーマーチ!〜県立明日香工業高校行進曲〜 #7（2011年6月19日） - 汐入歯車製作所の作業員 役
- 俺の空 刑事編（2011年） - 龍星会組員 役
- 13歳のハローワーク #3（2012年1月27日）
- 土曜ワイド劇場
  - 「検事・朝日奈耀子13」（2013年3月9日） - 久保良介 役
- グッドパートナー 無敵の弁護士（2016年） ‐ 占地丈士 役
- 警視庁・捜査一課長 #9（2016年6月9日） - 北村雄三 役
- ドクターX〜外科医・大門未知子〜スペシャル（2016年7月3日、テレビ朝日） - 茶木
- 刑事7人 第2シリーズ（2016年） - 和久井裕介 役
- 警視庁文書捜査官（2018年） ‐ 内藤茂
- 特捜9 Season3 ♯8（2020年7月8日） ‐ 黒木亮 役
- 日曜ワイド
  - 「特殊犯罪課・花島渉2」（2017年9月17日） - 荒井幸次 役

#### テレビ東京
- 水曜ミステリー9
  - 「捜査検事・近松茂道7」（2007年5月5日） - 江木敦史 役
  - 「犯罪科学分析室 電子の標的2」（2016年3月23日） - 瀬戸欣二 役
- ヤッさん（2016年） - 島崎省吾 役
- マッサージ探偵ジョー（2017年） - 太田武 役

### 映画
- タナカヒロシのすべて（2005年）
- ベロニカは死ぬことにした（2006年）
- ユメ十夜（2006年）
- あしたの私のつくり方（2007年）
- うた魂♪（2008年、日活） - 湯の川学院高校合唱部顧問・鶴本英次 役
- トウキョウソナタ（2008年）
- ブタがいた教室（2008年、日活）
- K-20 怪人二十面相・伝（2008年）
- 猿ロック（2010年）
- マイ・バック・ページ（2011年） - 焼鳥屋の客 役
- POV〜呪われたフィルム〜（2012年2月）
- 踊る大捜査線 THE FINAL 新たなる希望（2012年） - 公安部・品川誠 役

### 舞台
- 劇団THE SHAMPOO HATの公演に多数出演。

### Webドラマ
- 仮面ライダーリバイス The Mystery（2022年1月30日 - 、TELASA） - 権田原太郎 役[2]

## 主な作・演出作品

### 舞台
- こだまの国（下北沢OFF・OFFシアターにて公演）
  - 「ほくろをめぐる冒険」 （2004年8月、作・演出）
  - 「マラガの水牛」 （2005年10月、作・演出）
  - 「建築家とアッシリアの皇帝」 （2006年7月、構成・演出）